# Tranchée d'infiltration

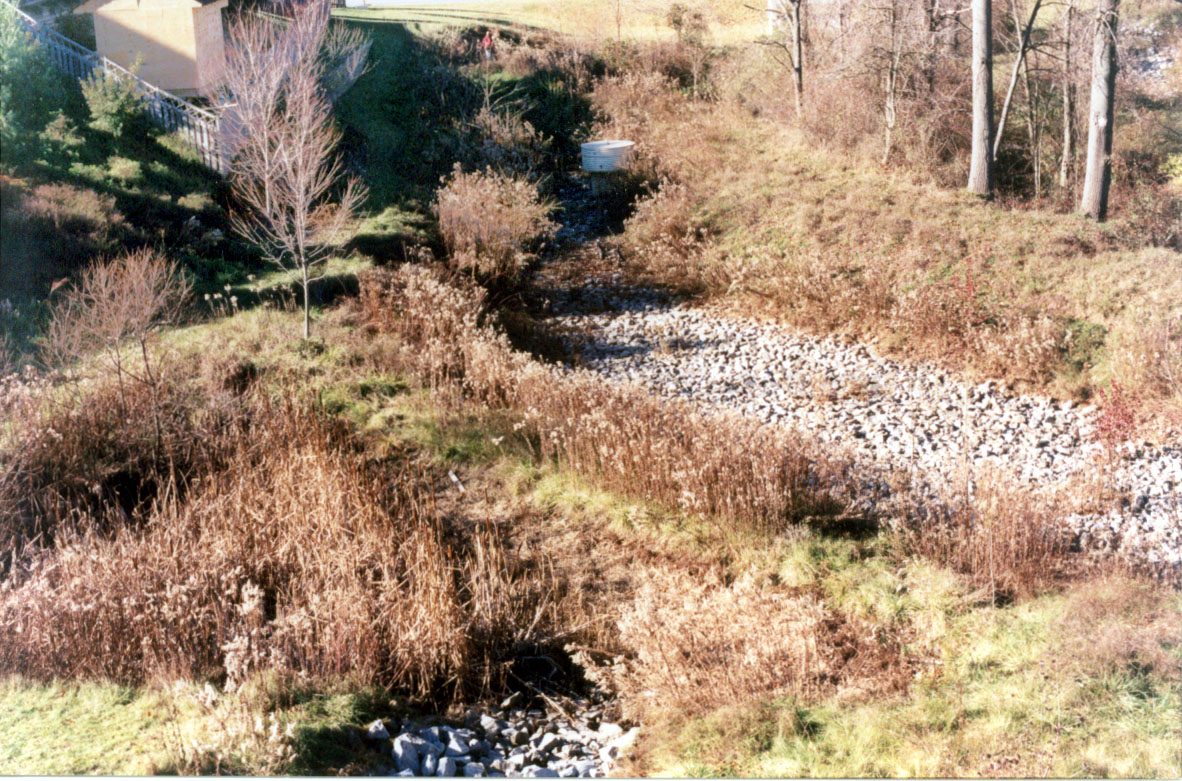
Tranchée de percolation.

Une tranchée de percolation (également appelée tranchée d'infiltration, tranchée filtrante, tranchée drainante) est un type de pratique visant à gérer le ruissellement des eaux pluviales, prévenir les inondations et l'érosion en aval et améliorer la qualité de l'eau dans une rivière, un ruisseau, un lac ou une baie adjacente. C'est une tranchée excavée peu profonde remplie de gravier ou de pierre concassée qui est conçue pour infiltrer les eaux pluviales par des sols perméables dans l'aquifère souterrain.
Une tranchée de percolation est semblable à un puits perdu, qui est généralement un trou excavé rempli de gravier. Une autre structure de drainage similaire est le drain, qui dirige l'eau loin des fondations d'un bâtiment, mais n'est généralement pas conçu pour protéger la qualité de l'eau.

## Application et conception
Les tranchées de percolation sont souvent utilisées pour traiter les eaux de ruissellement provenant de surfaces imperméabilisées, comme les trottoirs et les terrains de stationnement, sur les sites où l'espace disponible pour la gestion des eaux pluviales est limité. Ils sont efficaces pour traiter les eaux pluviales seulement si le sol a une porosité suffisante. Pour fonctionner correctement, une tranchée doit être conçue avec une structure de prétraitement comme un canal d'herbe ou une noue, afin de capturer les sédiments et d'éviter de colmater la tranchée. Il peut ne pas être approprié pour les sites où il existe une possibilité de contamination des eaux souterraines, ou dans le cas d'un sol à forte teneur en argile qui pourrait obstruer la tranchée.

## Voir également
- Cycle de l'eau
- Meilleures pratiques de gestion des eaux pluviales
- Drain (assainissement)
- Puits perdu
- Bassin d'infiltration
- Bassin de rétention
- Jardin de pluie
- Noue végétalisée
- Techniques alternatives pour la gestion des eaux de ruissellement urbain